# Aleksandr Kutépov
Aleksandr Pávlovich Kutépov (Ruso: Александр Павлович Кутепов) (Cherepovéts, 16 de septiembre de 1882 (28 de septiembre en el Calendario juliano)-Moscú, 5 de octubre de 1930), fue un militar ruso, uno de los líderes del Movimiento Blanco durante la guerra civil rusa (1920). Fue presidente de la Unión Militar Rusa (ROVS).
En 1930 fue secuestrado por agentes del OGPU y trasladado de París a Moscú, muriendo asesinado de camino.

## Orígenes
Era hijo de un funcionario forestal.

## Carrera militar
Estuvo asignado al 85.º Regimiento de Vyborg y combatió en la guerra ruso-japonesa, en la que obtuvo la Orden de San Vladimiro. Seguidamente pasó al Regimiento Preobrazhenski, del que fue su último jefe en 1917. Se unió luego al Movimiento Blanco.

## Exilio
Fue más tarde el jefe de la organización militar «blanca» en el exilio. Protegido del gran duque Nicolás Nikoláyevich, fue uno de sus principales colaboradores en el destierro y desde 1924 encabezó la organización de espionaje de este.